# 短臀小眼淵魚
短臀小眼淵魚（学名：Bathymicrops brevianalis）為輻鰭魚綱仙女魚目青眼魚亞目爐眼魚科的一種，分布於西南太平洋紐西蘭海域，屬深海底棲性魚類，深度可達5900公尺，棲息在底層水域，以甲殼類及烏賊為食，生活習性不明。